# 1964 års koralbokstillägg
1964 års koralbokstillägg gavs ut först 1968, trots att den godkändes av Gustaf VI Adolf den 9 september 1964. Den innehåller en möjlighet att frivilligt i församlingarna byta ut vissa melodier. Koralboken är kompletterad med upphovsuppgifter och sammanställningar över vilka koraler som är av samma melodislag (meterklasser).